# Castelnuovo Cilento
Castelnuovo Cilento – miejscowość i gmina we Włoszech, w regionie Kampania, w prowincji Salerno.
Według danych na rok 2004 gminę zamieszkiwało 2251 osób, 125,1 os./km².